# Nyakagezi (vattendrag i Burundi, Kayanza)
Nyakagezi är ett vattendrag i Burundi.   Det ligger i provinsen Kayanza, i den norra delen av landet, 80 km nordost om huvudstaden Bujumbura.
Omgivningarna runt Nyakagezi är en mosaik av jordbruksmark och naturlig växtlighet. Runt Nyakagezi är det tätbefolkat, med 442 invånare per kvadratkilometer.